# When I Get Home (Solange Knowles)
When I Get Home è il quarto album in studio della cantante statunitense Solange, pubblicato il 1º marzo 2019.

## Descrizione
L'album è stato prodotto da Solange con Earl Sweatshirt e Standing on the Corner. Nonostante nessuna traccia sia accreditata a un artista collaboratore, all'album partecipano vocalmente numerosi artisti, tra cui Gucci Mane, Tyler, the Creator e Dev Hynes. Alla produzione contribuiscono, fra gli altri, il polistrumentista e membro della band The Internet Steve Lacy  e Metro Boomin. Sono inoltre presenti Pharrell Williams e John Key.
L'album mescola jazz "cosmico", hip hop e R&B, ed è stato descritto anche come psichedelico soul, new age e funk. È stato descritto come un'ode alla scena hip hop di Houston, ed è narrato da una serie di donne afro-americane campionate dal distretto della città dove la Knowles è cresciuta. Nello scrivere l'album, la cantante è stata ispirata dall'uso della ripetizione in The secret life of plants di Stevie Wonder, così come dalla musica di Steve Reich, Alice Coltrane e Sun Ra. Solange ha anche sottolineato come, mentre in A Seat at the Table aveva molto da "dire", in quest'ultimo lavoro prevale ciò che "prova".

## Accoglienza
| Recensione           | Giudizio |
| -------------------- | -------- |
| Metacritic           | 90/100   |
| Entertainment Weekly |          |
| The Guardian         |          |
| The Independent      |          |
| Rolling Stone        |          |
| NME                  |          |
| The New York Times   |          |

L'album ha generalmente ricevuto recensioni molto positive ed è stato universalmente acclamato dalla critica. Metacritic assegna un punteggio di 90/100 mentre Israel Daramola di Spin scrive che "l'album è sapientemente realizzato, curato ed esteticamente abbagliante; coreografato, estremamente serio e auto-assorbito; intellettualizzato, fonicamente avventuroso, ma spesso si sente troppo provato e pulito".
The Guardian lo definisce come 'The Snapchat Album', commentando "Solange ha fatto un disco che suona a volte come una raccolta di demo - impressioni fugaci di canzoni soul fluide e contemporanee che svaniscono nel momento in cui vengono deposte, come un album degli Snapchat. È in linea con la natura sempre più d'avanguardia della produzione R&B di oggi, che può essere ascoltata in tutti, da Frank Ocean ad Ariana Grande: le canzoni sembrano schizzi, i ganci e i cori contano meno; e la musica è concepita, forse, con un'ottica visiva - alla maniera di Lemonade di Beyoncé. Questo tipo di musica richiede molto da parte dell'ascoltatore - canzoni brevi sono più difficili da ascoltare rispetto a quelle lunghe. È come se Solange dicesse: qui c'è uno stato d'animo, ed ecco un altro..... ma forse, con le nostre abitudini d'ascolto sempre più insulari, uno "stato d'animo" è esattamente quello che vogliamo che sia la nostra musica."
The Independent scrive che "l'album dà voce all'infinita frustrazione di essere neri nel mondo, di essere puniti su questa base, e per sostenere la spinta che spesso sentiamo tutti di respingere tutto". Aggiunge che "ci sono melodie abbastanza lente da farti sprofondare in uno stato di tranquillità, e batte duro e forte abbastanza da spingerti a ondeggiare e ballare mentre questo accade". Variety scrive: " 'When I Get Home' è un impegnativo e soddisfacente seguito di 'A Seat at the Table', un seguito che probabilmente sconcerterà alcuni fan, ma intriga e coinvolge ancora di più".
Rolling Stone fa notare che "la crescita di Solange come artista è stata una delle storie più affascinanti della musica, e, come 'A Seat at the Table', 'When I Get Home' serve a ricordare che questo è solo l'inizio del futuro che deve ancora disfare. Se riesce a realizzare un album così significativo per un party, abbiamo a malapena visto la punta della sua visione".
Jon Pareles del The New York Times osserva: "La solidarietà nera che è stato il messaggio più forte di Solange su 'A Seat at the Table' è ancora presente in 'Stay Flo' e in 'Almeda', dove elogia 'Guance nere, trecce nere, onde nere, giorni neri' e insiste 'Queste sono cose di proprietà nera'. Ma la maggior parte dell'album ha le sue riflessioni su questioni più private, domestiche e guardando verso se stessa".

## Film
Diretto e montato da Solange, la visione creativa del film di 33 minuti è stata in parte ispirata dalla devastazione dell'uragano Harvey a Houston. Il direttore musicale è Alan Ferguson, il regista Terence Nance, l'artista visivo Jacolby Satterwhite e il video Ray Tintori. La cantante ha presentato in anteprima il film in nove locali per i membri della comunità Black Houston.
"Il film è un'esplorazione dell'origine, chiedendoci quanto di noi stessi ci portiamo dietro di noi, contro il resto della nostra evoluzione", hanno detto i rappresentanti di Solange in una dichiarazione. "L'artista è tornata al quartiere Third Ward di Houston per rispondere a questa domanda".
Il film accompagna tutti i diciassette brani in un continuo visivo con vari aspetti dedicati alla storia di Houston, compresa la sua scena hip-hop. La diciassettesima traccia "Sound of the Rain" è accompagnata da un'animazione surreale, simile a Second Life, con opere originali di Satterwhite.

## Tracce
1. Things I Imagined – 1:59
2. Interlude: S McGregor – 0:16
3. Down with the Clique – 3:42
4. Way to the Show – 2:55
5. Interlude: Can I Hold the Mic – 0:22
6. Stay Flo – 2:56
7. Dreams – 2:28
8. Interlude: Nothing Without Intention – 0:24
9. Almeda – 3:56
10. Time (Is) – 3:40
11. My Skin My Logo – 2:56
12. Interlude: We Deal with the Freak'n – 0:32
13. Jerrod – 3:02
14. Binz – 1:51
15. Beltway – 1:41
16. Interlude: Exit Scott – 1:01
17. Sound of Rain – 3:06
18. Interlude: Not Screwed! – 0:22
19. I'm a Witness – 1:52

## Successo commerciale
When I Get Home è il terzo album dell'artista ad entrare nella Top10 statunitense, debuttando alla settima posizione con 43.000 unità equivalenti ad album venduti. Raggiunge inoltre la Top20 in Australia, Regno Unito, Canada e Belgio.